# Robert Watson-Watt
Robert Watson-Watt, född  13 april 1892 i Brechin i Angus i Skottland, död 5 december 1973 i Inverness i Skottland, var en sentida avkomling till ångmaskinens uppfinnare, James Watt, och ledde utvecklingen av den moderna radarn. 
År 1935 lyckades Robert Watson-Watt med att skicka ut elektromagnetiska vågor som reflekterades från ett flygplan och kunde på så sätt beräkna avstånd, hastighet och riktning för planet. 
Detta kom sedan att användas i andra världskriget för att upptäcka flygplan.
Watson-Watt var inte den första som forskade kring radarn, därför stämmer det inte att han ensam är "Radarns uppfinnare", men hans utveckling av tidigare gjorda rön var av yttersta vikt.
År 1942 blev Watson-Watt adlad och 1958 publicerades hans bok ”Three Steps to Victory”. 
Robert Watson-Watt dog år 1973 i Inverness, Skottland, 81 år gammal.